# 벅체리
벅체리(Buckcherry)는 미국 로스앤젤레스 출신의 록 밴드이다.

## 구성원

### 현재 멤버
- 조쉬 토드
- 키스 넬슨
- 스티비 D
- 사비에르 뮤리엘
- 지미 애쉬허스트

### 과거 멤버
- 요기 로니히
- 조나단 브라이트맨
- 데본 글렌
- 데이브 마카스키
- 조쉬 플리거
- 매튜 로렌스

## 음반 목록
- Buckcherry (1999)
- Time Bomb (2001)
- 15 (2006)
- Black Butterfly (2008)
- All Night Long (2010)
- Confessions (2013)